# Il serpente alato
Il serpente alato, noto anche come Q - Il serpente alato, è un film statunitense del 1982, diretto da Larry Cohen ed interpretato tra gli altri da David Carradine e Richard Roundtree.
La "Q" del titolo è l'iniziale di Quetzalcoatl.

## Trama
Manhattan. Da un grattacielo precipita un lavavetri, il cui corpo viene trovato orribilmente decapitato. Il tenente Sheperd, affiancato dal sergente Powell, ipotizza che la vittima sia stata decapitata a causa delle cinghie attorcigliate attorno al suo collo.
Più tardi, in una stanza d'albergo viene trovato un cadavere completamente scarnificato, ma la polizia in un primo momento brancola nel buio. Poco dopo, una ragazza, intenta ad abbronzarsi su di un tetto, viene improvvisamente afferrata da una misteriosa creatura volante. Da lì a poco, la città viene sconvolta da una pioggia di sangue caduta da qualcosa che non viene vista attraverso la luce solare.
Jimmy Quinn, un giovane pianista jazz senza soldi e con disturbi mentali, per sbarcare il lunario progetta una rapina in una gioielleria assieme ai suoi ex amici, Slim e Morgan. Ma l'ennesimo colpo fa cilecca e Jimmy, per evitare di essere catturato dalla polizia, trova rifugio nel Chrysler Building dove fa una macabra scoperta: un nido enorme con dentro un grosso uovo e una carcassa di una ragazza ridotta a brandelli con indosso un braccialetto dorato. Più tardi, un operaio edile viene decapitato durante una pausa pranzo su un edificio in costruzione.
Il tenente Sheperd, assieme ad un antropologo, scopre che dietro a tutti questi orrendi delitti c’è un folle fanatico della cultura azteca che, attraverso sacrifici umani (come dimostrano le carcasse scarnificate), ha riportato in vita Quetzalcoatl, il serpente piumato. Inoltre scopre che il mostro si serve della luce del sole per sferrare i suoi attacchi, in modo tale che le sue vittime non possano vederlo a occhio nudo.
Nel frattempo, Quinn torna a casa della sua fidanzata Joan, alla quale racconta della scoperta dell'uovo gigante sul Chrysler Building.
Un giorno, su una riva dell'East River, viene trovato un corpo sventrato privo di cuore e Sheperd conclude che il sospetto abbia asportato il cuore del malcapitato per mostrarlo alle divinità azteche. Viene inoltre ucciso un altro operaio edile.
Un giorno Quinn viene svegliato da Slim e Morgan e, dopo un breve inseguimento, viene agguantato dai due. Allora Quinn inventa una scusa per liberarsi di Slim e Morgan: invita i due a salire sul Chrysler Building dove Morgan viene sbranato dal mostro. In suo soccorso arriva Slim ma, raggiunto il nido, viene preso e decapitato.
Più tardi, il Quetzalcoatl uccide un altro uomo di nome Joseph De Adrian, catturandolo mentre si faceva un tuffo in piscina.
Tornando a casa, Quinn viene arrestato da due agenti e portato in una stazione di polizia dove viene interrogato duramente dal sergente Powell, salvo poi essere scarcerato dato che si è offerto volontario per aiutare Sheperd a trovare il Quetzalcoatl in cambio di una di ricompensa di 1 milione di dollari.
Dopo aver distrutto il rapporto di polizia precedentemente scritto, Sheperd, con l'aiuto di Quinn e di una squadra di poliziotti della SWAT armati fino ai denti, si reca sulla cima del Chrysler Building e, trovato l'uovo, uccide il cucciolo con una raffica di mitra M76 insieme agli altri suoi colleghi. Tornati al piano terra, Sheperd rivela a Quinn che quest'ultimo ha perso il suo milione di dollari perché l’accordo era per il Quetzalcoatl, non per il piccolo.  Quinn, sentendosi ingannato, lo manda al diavolo.
Intanto Powell si reca all'Museo Americano di Storia Naturale (mentre Sheperd rimane nella torre aspettando l'arrivo del Quetzalcoatl) per andare a catturare il folle, che nel frattempo sta consumando un sacrificio in un vecchio magazzino. Ma il folle azteco riesce a fuggire. Powell, corso sul tetto con un altro poliziotto, viene ucciso dal Quetzalcoatl, che lo afferra per poi farlo precipitare.
Il giorno dopo Quinn, a seguito di un furioso battibecco con Joan avendo saputo che andrà in tribunale per l'omicidio dei suoi complici, viene cacciato di casa.
Il Quetzalcoatl compare e attacca il Chrysler Building. Sheperd e i poliziotti, armati di fucili mitragliatori, sparano al mostro volante, ma il Quetzalcoatl ne uccide tre lanciandoli in strada.
Mentre la battaglia prosegue, il mostro, ormai ferito ed esausto, cerca di divorare Sheperd, ma quest'ultimo gli spara alcuni colpi alla testa. Il Quetzalcoatl atterra sul tetto del Bankers Trust Company Building, sulla cui cima campeggia la riproduzione di una piramide azteca, ma cade e precipita in strada dove muore dopo una lenta agonia.
Quinn, rifugiatosi in una stanza d'albergo, viene tenuto in ostaggio dal killer azteco, che lo costringe a pregare per evocare nuovamente il Quetzalcoatl. In quel frangente irrompe nella stanza Sheperd, che uccide il folle con cinque colpi di pistola. Sheperd cerca di portare Quinn da Joan, ma Quinn si rifiuta e decide che la incontrerà solo quando troverà un lavoro più adatto alle sue esigenze, avendo ormai compreso di non aver più paura. Poco dopo Sheperd prende un cartellino con scritto "per favore, rifare la camera” e lo appende alla maniglia della porta della stanza dove c'è il corpo del folle e se ne va via, sollevato
per aver portato la pace a Manhattan uccidendo il terribile serpente piumato.
Il film si chiude con l'immagine di un uovo, nascosto tra le rovine di un casale abbandonato, che si schiude mandando l'immagine a nero.

## Distribuzione
In Italia il film non venne distribuito nei cinema ma venne trasmesso per la prima volta in televisione il 28 dicembre 1984 da Italia 1 con il titolo Il serpente alato.